# Mária Kráľovičová
Mária Kráľovičová, provdaná Procházková, (7. června 1927 Čáry – 5. prosince 2022 Bratislava) byla slovenská herečka.

## Životopis
Rodačka ze záhorácké vísky Čáry začínala jako osmnáctiletá v Komorním divadle v Martině, kde za dva roky vytvořila 14 postav a hned v první sezóně získala na Divadelní žatvě v Praze ocenění Talent roku za postavu Aničky v Tajovského Ženském zákonu. O padesát let později vytvořila v téže hře, přepsané pro SND do záhoráckého dialektu, Doru Chomútskou. Mezitím selky téměř nehrála, stala se totiž nejprve lyrickou a později charakterovou dramatickou herečkou.
V letech 1947–1950 studovala herectví na Státní konzervatoři v Bratislavě, ale už 1. ledna 1948 se stala členkou Slovenského národního divadla, kde působí nepřetržitě 70 sezón. V březnu 1948 zde premiérovala po boku Andreje Bagara svou Anežku v Molièrově Škole žen. Skutečnou hvězdou se stala v listopadu 1948, kdy ji Jozef Budský obsadil do zdramatizované Sládkovičovy Maríny. Moderní jevištní tvar tohoto výjimečného představení obrazů, světla a veršů, které bylo později pasováno na inscenaci století, ale které bylo zakrátko zakázáno a staženo, byl i společným dílem výtvarníků Dezidera Millyho, Jána Mudrocha, skladatele Andreje Očenáše a literátů Alexandra Matušky a Jozefa Felixe. Marína se stala jejím osudem a předurčila její recitační dráhu.
Ztvárnila přes čtyři sta divadelních, filmových a televizních postav a ještě dvakrát tolik v rozhlase. Mezi jejími postavami nechybí Shakespearova Julie, Ofélie v Hamletovi, paní Fordová ve Veselých paničkách windsorských, Hviezdoslavova Salome, Schillerova Amálie, Brechtova Virginia, Arbuzovova Vala, Čechovova Sára i Raněvská ve Višňovém sadu, lady Torrancová Tennessee Williamse, Maggie-Marylin Arthura Millera, Iwaszkiewiczova George Sandová nebo Costeaova Ona a Edith Piaf. K osmdesátinám jí věnovalo SND hru S mamou Táni Kusé, kde za postavu Terezie Klímové byla navržena na cenu Dosky, a stejně tak k pětaosmdesátce hlavní roli Cissy Robsonové ve hře oscarového dramatika Richarda Harwooda Kvarteto.
V roce 2013 se vydala na rozlučkové turné po Slovensku s komedií Marca Camolettiho Kdo zhasl světlo a s detektivkou Ryba ve čtyřech.
Byla první slovenskou televizní herečkou (r. 1957 Dovidenia, Lucienne! spolu s Elo Romančíkem v režii Jána Roháče) a první recitátorkou, která prezentovala slovenskou poezii v recitálech na třech kontinentech (např. již v roce 1958 na Expo v Bruselu v režii Alfreda Radoka, v Montrealu, Havaně, Hanoji, Jeruzalémě...)
Byla národní umělkyní, dvojnásobnou laureátkou státní ceny, nositelkou Řádu Ľudovíta Štúra I. třídy, držitelkou Zlatého krokodýla, Křišťálového křídla, má svou tabulku na chodníku slávy v Bratislavě, je v síni slávy osobností televizní obrazovky OTO. Aktivně pracovala ve Svazu slovenských dramatických umění a v ústředním výboru Slovenského svazu žen a od roku 2006 byla rychtářkou Spolku Záhoráků. S manželem, básníkem, spisovatelem a novinářem Mirem Procházkou, měla dvě děti.

## Ocenění
- 1946 talent roku Divadelní žatva Praha
- 1961 laureátka státní ceny
- 1967 titul zasloužilá umělkyně
- 1976 Křišťálová růže
- 1978 Cena Andreje Bagara
- 1979 titul národní umělkyně
- 1979 televizní cena Zlatý krokodýl
- 1984 laureátka státní ceny
- 1998 Cena Literárního fondu za celoživotní tvorbu
- 2001 Zlatá smyčka, cena za nejlepší dabing
- 2002 státní vyznamenání Řád Ľudovíta Štúra I. třídy
- 2004 Květ Thalie
- 2006 Síň slávy Osobnost televizní obrazovky OTO
- 2007 Cena Jozefa Kronera za celoživotní herecké dílo
- 2007 výroční cena Literárního fondu
- 2007 Křišťálové křídlo v kategorii divadlo
- 2010 Chodník slávy DPOH
- 2012 Osobnost Bratislavy
- 2012 Medaile prezidenta Slovenské republiky za významné zásluhy o rozvoj slovenské kultury
- 2014 Cena předsedy Národní rady Slovenské republiky za rozvoj kultury a za výjimečný přínos v oblasti dramatického umění

## Filmografie (výběr)
- 1950: Priehrada (Uľka Bojnová)
- 1959: Muž, ktorý sa nevrátil (Kovalská)
- 1960: Skalní v ofsajde (Sekáčová)
- 1962: Výlet po Dunaji (Domastová)
- 1963: Ivanov (Anna Sára)
- 1966: Šiesty júl
- 1970: Inferno
- 1971: Ľudský hlas
- 1975: Buddenbrookovci
- 1978: Jedenáste prikázanie
- 1997: Duchovia (Kvetka) - seriál
- 2000: Amálka, ja sa zbláznim
- 2005: Rodinné tajomstvá
- 2008: Priateľky (Mária) – seriál